# Gintaras Einikis
Gintaras Einikis, né le 30 septembre 1969 à Kretinga, est un ancien basketteur lituanien.

## Club
- 1987-1995 :  Žalgiris Kaunas
- 1995-1999 :  Avtodor Saratov
- 1999-2001 :  CSKA Moscou
- 2001-2002 :  WKS Śląsk Wrocław
- 2002-2003 :  Žalgiris Kaunas
- 2003-2004 :  Prokom Trefl Sopot
- 2004-2004 :  Unicaja Málaga
- 2004-2005 :  Lietuvos Rytas
- 2005-2006 :  ČEZ Basketball Nymburk

## Palmarès

### Club
- Vainqueur de la Coupe ULEB 2005
- Champion de Lituanie 1987, 1989, 1990, 1991, 1992, 1993, 1994, 1995, 2003
- Champion de Russie 2000
- Champion de Pologne 2004

### Sélection nationale
Jeux olympiques
- Médaille de bronze des Jeux olympiques de 2000 à Sydney, Australie
- Médaille de bronze des Jeux olympiques de 1996 à Atlanta, États-Unis
- Médaille de bronze des Jeux olympiques de 1992 à Barcelone, Espagne

Championnat d'Europe
- Médaille d'argent des Championnats d'Europe 1995 à Athènes, Grèce

### Distinction personnelle
- Meilleur joueur du championnat de Lituanie 1995